# Zwangdurchlaufkessel
Ein Zwangdurchlaufkessel ist ein Dampferzeuger der Bauart Wasserrohrkessel mit Überhitzer, bei dem der Durchlauf des Wasser-/Dampfstromes von einer Speisepumpe erzwungen wird. Dieser Kesseltyp wurde als Sulzer- und Bensonkessel erstmals in den 1920er-Jahren realisiert.

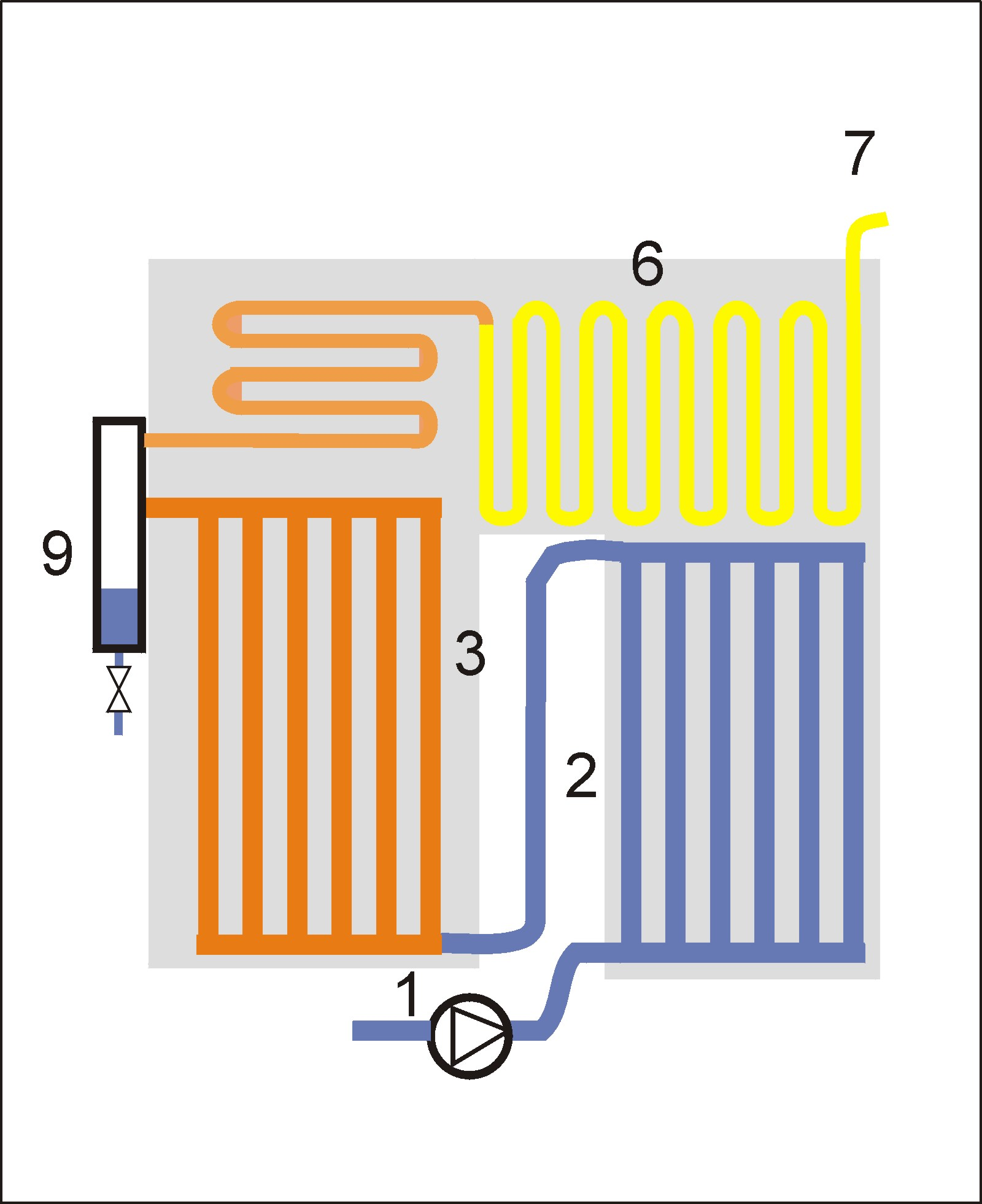
Sulzerkessel
1 SPW-Pumpe
2 SPW-Vorwärmer
3 Verdampfer
6 Überhitzer
7 zur Turbine
9 Wasser-Abscheider

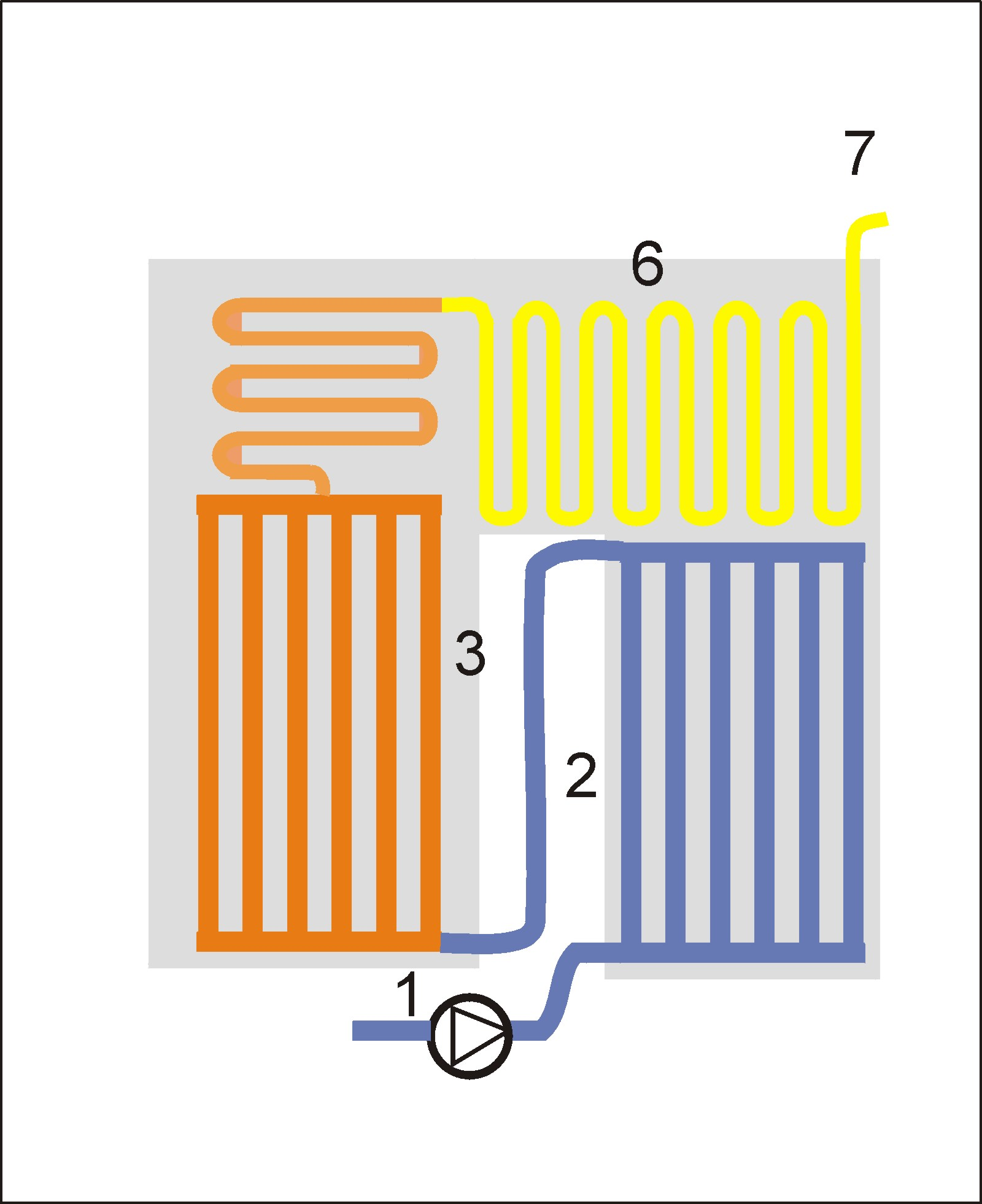
Bensonkessel
1 SPW-Pumpe
2 SPW-Vorwärmer
3 Verdampfer
6 Überhitzer
7 zur Turbine

Das Speisewasser wird von der Speisepumpe in den Kessel gefördert und nacheinander werden der Speisewasservorwärmer, der Verdampfer und der Überhitzer durchströmt. Die Erwärmung des Speisewassers bis zur Siedetemperatur, die Verdampfung und Überhitzung erfolgen kontinuierlich in einem Durchlauf, so dass keine Trommel benötigt wird.

## Sulzerkessel
Der Sulzerkessel wird im unterkritischen Druckbereich von Wasser gefahren, wobei die Speisewassermenge konstant ist. An der Verknüpfung von Verdampfer und Überhitzer ist ein Entsalzungsbehälter eingesetzt. Ursprünglich wurde das abgeschiedene Wasser verworfen. Da heutzutage nur noch vollentsalztes und überwachtes Speisewasser verwendet wird, wird bei neuen Konstruktionen der Behälter als Wasserabscheider genutzt. Eine Pumpe fördert das abgeschiedene Wasser wieder direkt in den Speisewasservorwärmer. Bei hoher Kesselleistung fällt kein Wasser im Abscheider an, während im Leistungsbereich < 70 % ein gewisser Wasseranteil abgeschieden wird und als Zwanglauf-Mischsystem arbeitet. Die Regelung und Leistungsanpassung im Überhitzerbereich erfolgt durch Einspritzkühler.

## Bensonkessel
Der nach seinem Erfinder Mark Benson (Patent 1926/27) benannte Bensonkessel wird meistens im überkritischen Bereich gefahren. Die Speisepumpe bringt das Speisewasser auf einen Druck von über 230 bar. Die Speisewassermenge wird lastabhängig geregelt. Beim Aufheizen tritt bei überkritischer Fahrweise keine Verdampfung mehr auf. Die Definition der einzelnen Heizflächen Speisewasservorwärmer, Verdampfer und Überhitzer sind streng genommen bei der Betriebsweise nicht mehr sinnvoll, da der Phasenübergang nicht mehr stattfindet. Der Benson-Abhitzekessel wird weltweit von Siemens lizenziert.

## Moderne Dampferzeuger
Ein modernes Kraftwerk wird im Anfahrbetrieb und bei niedriger Last (unterhalb des sogenannten Bensonpunktes) im Zwangsumlauf bzw. Sulzerbetrieb gefahren. Im normalen Leistungsbetrieb bzw. ab dem Bensonpunkt wird dann auf Zwangsdurchlauf- bzw. Bensonbetrieb umgeschaltet.

## Zusammenfassung
Mit Zwangdurchlaufkesseln können sehr große Dampfleistungen auf relativ kleinem Raum erzeugt werden. Die Rohre können auf Grund der erzwungenen Konvektion einen geringen Querschnitt aufweisen. Da der Kesseltyp keine Trommel besitzt, ist die Wassermenge im System relativ gering und somit hat das System eine geringe Trägheit. Mit den regelbaren Parametern Speisewassermenge bzw. Wasserabscheidung mit überlagertem Umlauf oder der Einspritzregelung an den Überhitzern kann so schnell auf Laständerungen reagiert werden.
Da der Kesseltyp keine Bauteile mit größerem Durchmesser aufweist, können sehr hohe Drücke gefahren werden und somit auch sehr hohe Wirkungsgrade erzielt werden. Heutige Konstruktionen erlauben einen Druck von 290 bar und eine Heißdampftemperatur von 600 °C. Die erzeugte Dampfmenge kann bis 3000 t/h betragen.